# Song of the Flame
Song of the Flame és una pel·lícula musical estatunidenca fotografiada íntegrament en Technicolor de 1930. Basada en l'opereta del mateix nom de 1925, la pel·lícula compta amb un guió de Gordon Rigby adaptat del llibre musical escrit per Oscar Hammerstein II i Otto Harbach per a l'opereta. Les pel·lícules també inclouen moltes de les cançons de l'opereta que utilitzaven lletres de Hammerstein i Orbach i música de George Gershwin i Herbert Stothart. La pel·lícula va ser produïda i distribuïda per First National Pictures. Va ser la primera pel·lícula en color que va incloure una seqüència de pantalla panoràmica, utilitzant un procés anomenat Vitascopi, el nom comercial del procés de pantalla panoràmica de Warner Bros. La pel·lícula, basada en el musical de Broadway del mateix nom de 1925, va ser nominada a un premi de l'Acadèmia per a la gravació de so (George Groves). Forma part de la tradició de les pel·lícules d'opereta, popular a l'època.

## Argument
L'Aniuta, coneguda com La Flama, és una noia pagesa que incita el poble contra el règim tsarista i l'aristocràcia a través del cant. El príncep Volodya és el líder d'un grup de tropes cosaques que s'enamora de la noia, tot i que forma part d'una revolució que s'oposa a la seva classe social. En Konstantin és un revolucionari que també s'enamora de l'Aniuta, malgrat la ira de la seva amant, la Natasha.
Els revolucionaris aconsegueixen enderrocar el règim, deixant el Príncep i la seva classe aristocràtica en perill per les seves vides i fortunes. En Konstantin es converteix en el nou líder i el seu tracte brutal a la gent fa que molts es penedeixin d'haver donat suport a la revolució en primer lloc. Després d'intentar seduir-la, l'Aniuta fuig a un poble de la seva Polònia natal. El Príncep, fugint del nou règim, arriba per casualitat al mateix poble. Quan torna a trobar-se amb la noia, decideix quedar-se. Deixen de banda les seves diferències polítiques i s'impliquen sentimentalment.
En saber pels seus espies que el príncep es troba en un poble polonès, en Konstantin hi va immediatament i l'arresta, anunciant-li que assisteix per executar-lo. L'Aniuta intenta desesperadament alliberar el príncep acceptant tenir relacions amb en Konstantin. El príncep surt de la presó gràcies a aquesta estratagema, però quan es descobreix que no tenia intenció de mantenir el seu tracte, és enviada a la presó. El príncep es disfressa i intenta alliberar la noia, però és descobert i empresonat de nou. Abans que puguin ser executats, la Natasha, revelant el motiu real de l'ordre d'execució d'en Konstantin, diu a les tropes que alliberin tant al príncep com a l'Aniuta. En Konstantin és arrestat per les tropes com a traïdor a la revolució, i és executat, deixant el príncep i la noia lliures per seguir el seu romanç.

## Repartiment
- Alexander Gray com Prince Volodya
- Bernice Claire com Aniuta
- Noah Beery com Konstantin
- Alice Gentle com Natasha
- Bert Roach com Count Boris
- Inez Courtney com Grusha
- Ivan Linow com amic d'en Konstanin

## Cançons
- "Song of the Flame" – lletra d'Otto Harbach i Oscar Hammerstein II, música de George Gershwin
- "Cossack Love Song" – lletra d'Otto Harbach i Oscar Hammerstein II, música d'Herbert Stothart i George Gershwin
- "One Little Drink" – lletra de Grant Clarke, música de Harry Akst
- "When Love Calls" – lletra de Grant Clarke, música d'Eddie Ward

## Conservació
Es creu que la pel·lícula s'ha perdut. Només sobreviu la banda sonora, que es va gravar per separat als discos Vitaphone. Les nou cançons es conserven a les actuacions del disc sonor. També hi havia quatre cors, tres de cançons populars tradicionals russes i un extret del Trencanous de Txaikovski.